# へびつかい座45番星
へびつかい座45番星は、へびつかい座に位置する黄白色の巨星である。スペクトル型はF5III-IVである。視等級は4.28で、年周視差に基づく距離は約111.6光年である。

## 歴史
ラカーユが設定した、元々のぼうえんきょう座では、へびつかい座45番星が星座の北端で、ぼうえんきょう座θ星と名付けられていた。